# Fondo
Fondo é uma comuna italiana da região do Trentino-Alto Ádige, província de Trento, com cerca de 1.436 habitantes. Estende-se por uma área de 30 km², tendo uma densidade populacional de 48 hab/km². Faz fronteira com Sarnonico, Malosco.